# Mosaiksjuka
Mosaiksjuka är ett, speciellt i äldre litteratur, vanligt samlingsbegrepp för sådana virussjukdomar på våra kulturväxter som yttrar sig som ljusgröna fläckar på bladen, ibland i förening med krusighet. Virus sprids i de flesta fall av bladlöss.
Sjukdomar av denna typ angriper vanligen arter som tobak, tomater, betor, potatis och liknande växter.